# Гофман, Александр Эмильевич
Александр Эмильевич (Эмилиевич) Гофман (2 (14) августа 1861, Бендеры, Бессарабская область — 1939) — русский художник и педагог.

## Биография

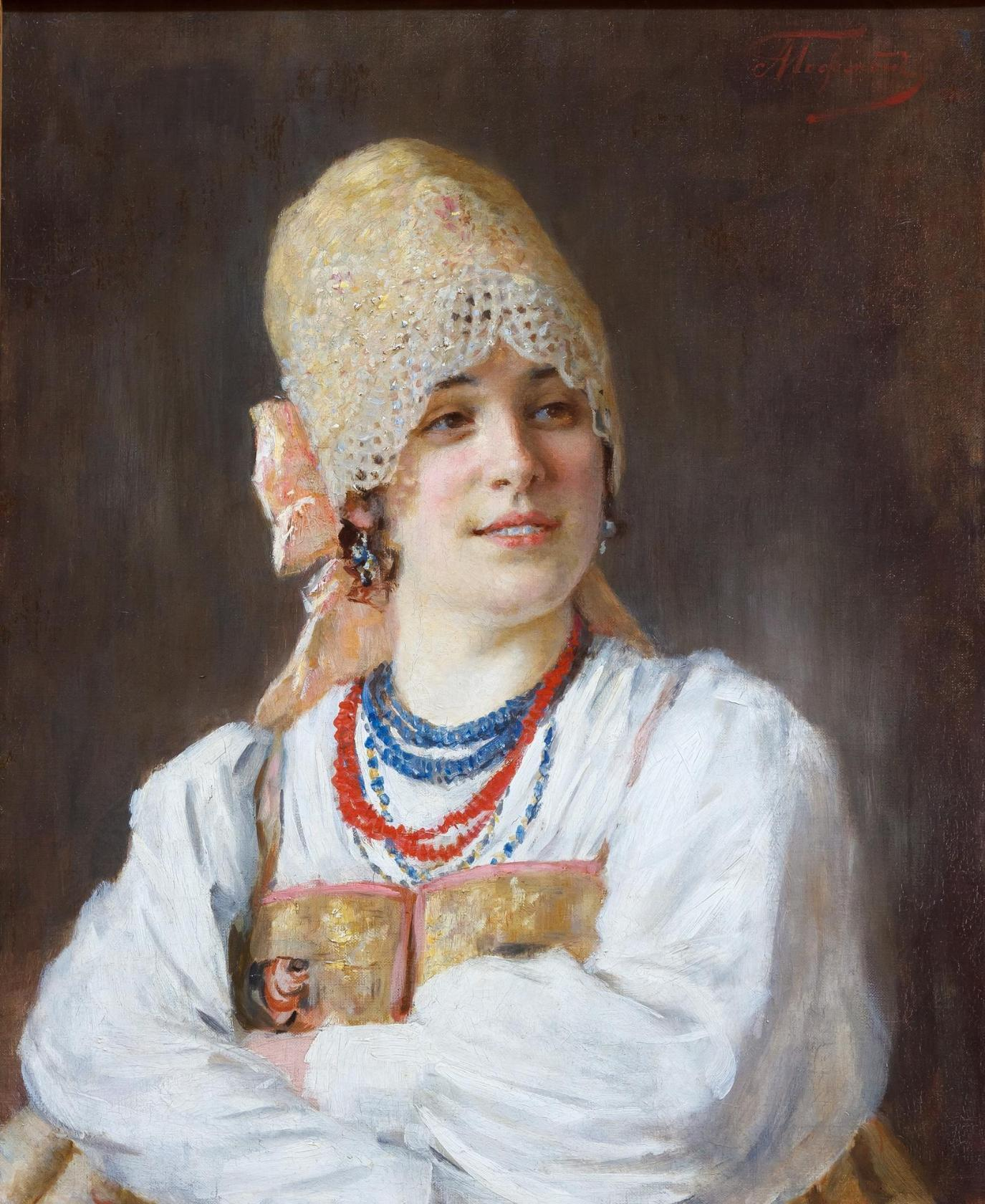
«Насмешница», 1899

Родился в Бендерах. В течение 1881—1887 годов с перерывом получал профессиональное образование в Петербургской академии искусств, в 1902 году окончил Московское училище живописи, ваяния и зодчества.
До 1904 года проживал в Москве, с 1898 года его работы часто выставлялись — это были портреты, тематические композиции, пейзажи. Принимал участие в выставках МОЛХ, Санкт-Петербургского общества художников и других. Иллюстрировал книги издательства И. Д. Сытина:
- Циолковский К. Э. На луне. Фантастическая повесть. М.: Товарищество И. Д. Сытина, 1893. — 48 с. (Ежемесячное приложение к журналу «Вокруг света» за 1893 год)
- Шелонский Н. Н. Братья Св. креста. М.: типография И. Д. Сытина и К°, 1893. — 211 с.
- Шелонский Н. Н. В мире будущего. М.: типография И. Д. Сытина и К°, 1892. — 316, III с.

В 1904 году переезжает в Конотоп, в Конотопском коммерческом училище преподавал рисование. В это время не оставляет занятий живописью и графикой, в частности, в 1912 году его работы печатались в журналах «Нива» и «Родина».
В 1920-х годах работал учителем рисования в 3-й трудовой школе (современная конотопская ООШ № 11). В 1932 году руководил студией изобразительного искусства в Доме культуры железнодорожников имени Луначарского. Многие его ученики стали известными на Украине художниками, среди них — Евгений Лученко, Сергей Макаренко, Алексей Маренков, Владимир Масик, Александр Сиротенко, Андрей Сологуб.

## Избранные произведения
- 1898 — «В отдельном кабинете»
- 1899 — «Анютка»
- 1899 — «Насмешница»
- 1900 — «Интересная книжка»
- 1900 — «В горе»
- 1901 — «Волга близ Плеса»
- 1901 — «Крючник»
- 1901 — «Лесные дали»
- 1902 — «Тяжелая грамота»
- 1902 — «Будущий босяк»
- 1902 — «Успенский собор во Владимире»